# Josef Holzhammer
Josef Holzhammer (23. června nebo 23. listopadu 1850 Absam – 22. nebo 23. května 1942 Innsbruck) byl rakouský politik německé národnosti z Tyrolska, na počátku 20. století poslanec Říšské rady.

## Biografie
Byl úředníkem v Innsbrucku. Vyučil se zámečníkem a nastoupil do železničních dílen u Jižní dráhy v Innsbrucku. V roce 1877 založil Všeobecnou dělnickou nemocenskou a podpůrnou pokladnu pro Tyrolsko a Vorarlbersko. Vedl tento sociální ústav až do jeho začlenění do oblastní nemocenské pokladny v roce 1928. Patřil mezi průkopníky systému sociálního pojištění v Tyrolsku. Spoluzakládal sociálně demokratickou stranu v Tyrolsku. V roce 1888 se účastnil Hainfeldského sjezdu. Zabýval se reformou školství. Spoluzakládal sociálně demokratický list Volkszeitung a byl jeho redaktorem.
Působil i jako poslanec Říšské rady (celostátního parlamentu Předlitavska), kam usedl ve volbách do Říšské rady roku 1907, konaných poprvé podle všeobecného a rovného volebního práva. Byl zvolen za obvod Tyrolsko 01. Rezignoval roku 1908. Do parlamentu místo něj usedl Eduard Erler. Po volbách roku 1907 byl uváděn coby člen Klubu německých sociálních demokratů.
V roce 1919 byl zvolen za poslance Tyrolského zemského sněmu a byl zvolen do zemské vlády, kde se zaměřoval na otázky sociálního pojištění, nemocenské péče a práv dělníků.